# Ingrid Antičević-Marinović
Ingrid Antičević-Marinović (ur. 4 października 1957 w Zadarze jako Marija Antičević) – chorwacka polityk, prawniczka i samorządowiec, posłanka krajowa i obserwatorka w Parlamencie Europejskim, od 2001 do 2003 minister sprawiedliwości, sędzia Sądu Konstytucyjnego (w kadencji 2016–2024).

## Życiorys
Córka Pavao i Huanity Antičević, ma starszego brata Zvonimira. Oryginalnie miała na imię Marija, zmieniła je podczas studiów. W rodzinnym Zadarze ukończyła szkołę podstawową i średnią, zaś w 1980 została absolwentką prawa na Uniwersytecie w Splicie. W tym samym roku urodziła syna Dana z małżeństwa z prawnikiem Marko Marinoviciem. W 1982 zdała egzamin adwokacki, a w 1994 notarialny. Podjęła studia doktoranckie z kryminalistyki na Uniwersytecie w Zagrzebiu, jednak nie zdała ostatniego egzaminu, nie uzyskując doktoratu. Pracowała w kancelarii swojego męża. Została pierwszą kobietą praktykującą w zawodzie prawnika w swoim mieście.
W 1990 zaangażowała się działalność polityczną w ramach Socjaldemokratycznej Partii Chorwacji, w 1996 zasiadła w krajowym zarządzie partii. Przez kilka kadencji była członkinią rady miejskiej Zadaru. W 2000, 2003, 2007, 2011 i 2015 uzyskiwała z ramienia SDP mandat posłanki do Zgromadzenia Chorwackiego. W parlamencie kierowała m.in. komisją legislacyjną.
Od 2001 do 2003 w dwóch rządach Ivicy Račana sprawowała funkcję ministra sprawiedliwości, administracji i samorządu lokalnego. Od 2003 do 2006 była wiceprzewodniczącą partii. Zrezygnowała z tej funkcji i wycofała się z polityki wskutek ujawnienia afery korupcyjnej dotyczącej jej męża oraz afery nadużycia władzy dotyczącej jej samej. Pozostała jednak aktywnym politykiem, ponownie uzyskiwała mandat w chorwackim parlamencie. Od kwietnia 2012 do czerwca 2013 miała status obserwatorki w Parlamencie Europejskim. W tym gremium zasiadła w Komisji ds. Wolności Obywatelskich, Sprawiedliwości i Spraw Wewnętrznych, przystąpiła do Postępowego Sojuszu Socjalistów i Demokratów (S&D). W 2013 nie kandydowała do Europarlamentu (m.in. ze względu na opublikowanie nagrania pokazującego słabą znajomość języka angielskiego). 7 czerwca 2016 została wybrana sędzią Sądu Konstytucyjnego na ośmioletnią kadencję.